# Rebato
El Rebato és un barri i antic raval d'Abrera (Baix Llobregat), situat al nord de la vila, i envoltat actualment per la carretera C-55 (que el separa de la resta del nucli urbà), l'autovia A2 i la B-40 (el 4t cinturó).

## Etnografia
Barri amb una forta personalitat diferenciada dins del municipi, el Rebato té el seu senyal identificador en els porrons que durant els segles xix i xx van indicar els diversos establiments de restauració oberts al peu de l'antiga carretera (precedent de l'actual A2, que travessava el barri pel mig), i que eren un important referent i reclam per als excursionistes de tot Catalunya que viatjaven a Montserrat. L'últim supervivent d'aquests establiments ("Els Quatre Porrons") va tancar definitivament les portes l'any 2009.
Durant la segona meitat del segle xix i la primera del XX, Abrera i el Rebato funcionaven com dos pobles veïns, amb una certa rivalitat dins del mateix municipi. La llunyania física d'aquella època ho facilitava.
Fins a les darreries del segle xx, el Rebato ha estat celebrant la seva festa major per la diada de Sant Jaume, el 25 de juliol, i era un dels trets més significatius d'aquesta festa la construcció efímera d'una font monumental inspirada en la figura del porró, però sempre amb un disseny diferent, al mig del carrer principal del barri. Aquesta tradició festiva s'havia interromput durant alguns anys, i després s'ha reprès.
Actualment, no es troben localitzades al Rebato entitats culturals, ni esportives ni de cap altra mena, de manera que la integració del barri amb el nucli d'Abrera ha esdevingut completa. A banda de l'equipament municipal del Centre Polivalent, també hi ha un magatzem municipal on es custodien els gegants d'Abrera i les carrosses de la cavalcada de Reis.

## Història
El seu nom sembla indicar que fou el lloc d'una antiga ràbita islàmica, possiblement relacionada amb les ràtzies d'Almansor contra la ciutat de Barcelona, els anys 984 i 985. No és debades que el Rebato es troba pràcticament equidistant de Manresa, Barcelona i el Monestir de Sant Cugat, tots tres llocs destruïts en aquell episodi. Aquesta suposada ràbita no hauria perdurat en el temps i, de tota manera, de moment no s'ha trobat cap indici, ni arqueològic ni documental, que doni suport a aquesta hipòtesi.
El barri inclou un nucli antic, iniciat el 1830 al llarg de l'antic "camí ral" per famílies que ja no hi cabien al poble d'Abrera, a l'oest, i un eixample dels primers anys del segle xxi, a l'est. Aquesta ampliació del barri inclou també l'important equipament cultural anomenat "Centre Polivalent del Rebato", mentre que al nord del nucli antic s'hi situa el "Casal del Rebato", edificat el 1994 pels mateixos veïns del barri. Flanquegen el barri pel sud i pel nord dos sectors industrials iniciats els anys 1960 i que actualment es troben en discussió, ja que hi ha un fort corrent social i polític a favor de la seva requalificació urbanística. La reconversió de l'antic escorxador Purlom en barri residencial va marcar l'inici d'aquest procés.
El 2014 es va construir un monument al porró i a la vinya, a la rotonda que dona accés al barri i que és una de les entrades a la vila.